# Гідровидобування

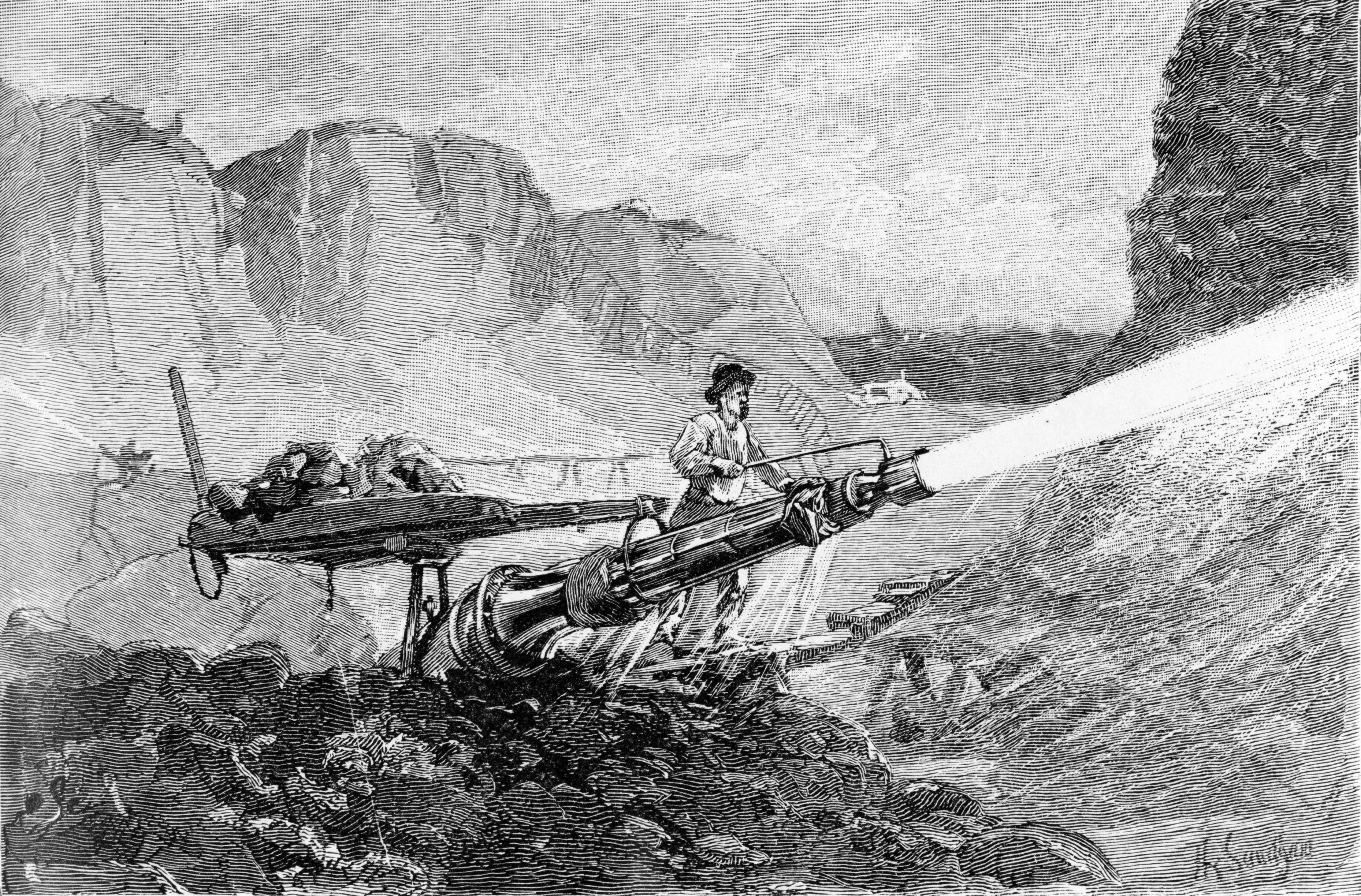
Гідровидобування золота в Каліфорнії.The Century Magazine Січень 1883

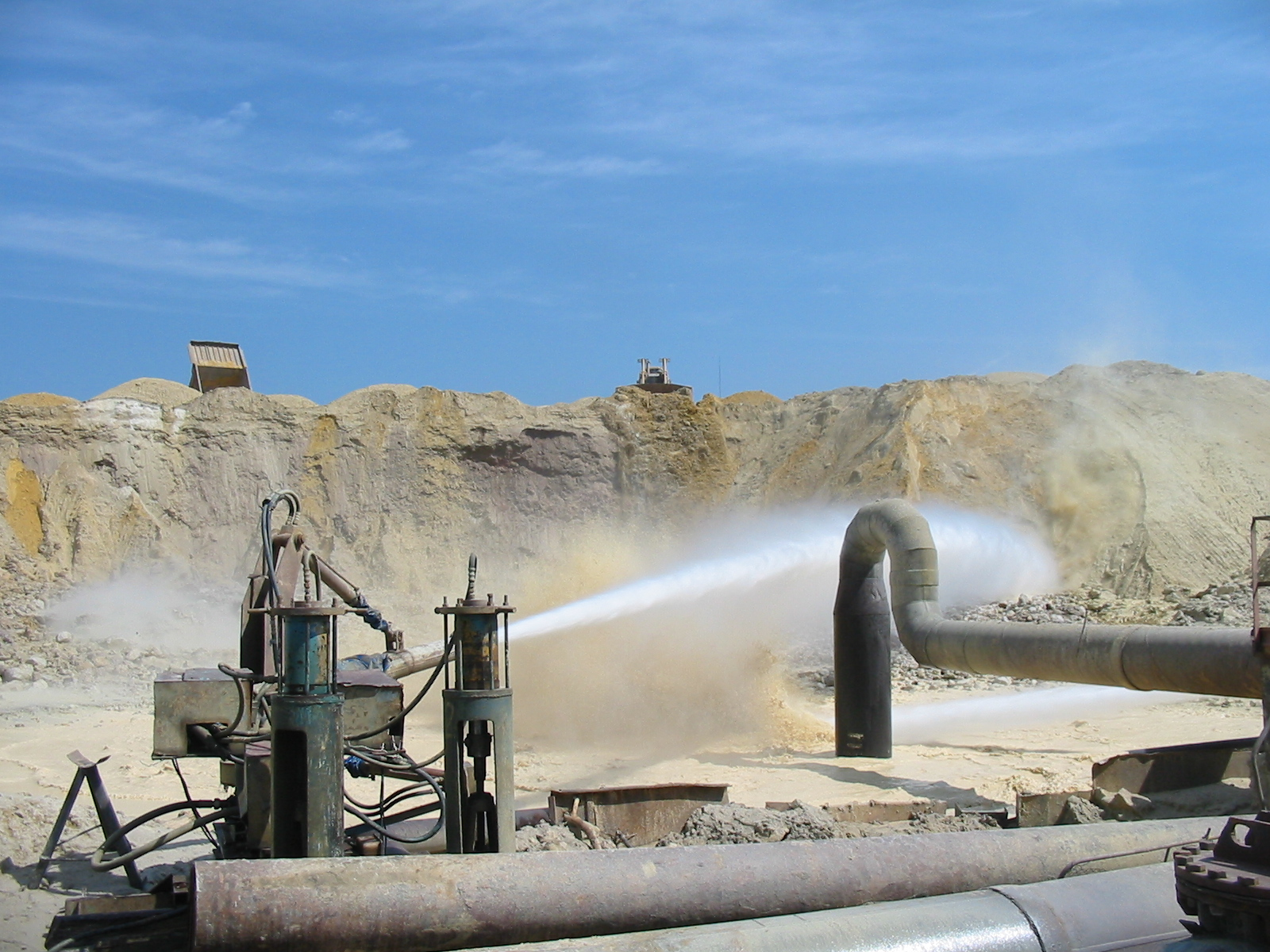
Сучасне гідровидобування корисних копалин.

Гідровидобування (рос. гидродобыча, англ. hydraulic mining, hydraulicking, hydromining; нім. Wasserstralgewinnung, hydraulische Gewinnung) — дія, добування корисної копалини за допомогою струменя води з наступним її гідротранспортуванням на поверхню. У такий спосіб видобувають ряд корисних копалин, зокрема, фосфорити, вугілля, золото, пісок, глину), торф, крейду, сіль та ін. Розрізняють свердловинний гідровидобуток, шахтний гідровидобуток та гідровидобуток у кар'єрах.